# Giorgio Agamben
Giorgio Agamben (Rome, 22 april 1942) is een hedendaagse Italiaanse filosoof, die vooral bekend is door zijn boek Homo sacer (1995). Agambens filosofie is diep beïnvloed door enerzijds Martin Heidegger, bij wie hij colleges volgde en anderzijds Walter Benjamin, wiens werk hij in het Italiaans vertaalde. Agambens ontmoeting met Heidegger was beslissend voor zijn filosofische roeping. Zelf beschouwt hij Benjamin als zijn antigif tegen de risico's van Heideggers filosofie.

## Filosofische invloed
In 1966 en 1968 neemt Agamben als postdoc deel aan een serie seminars van Heidegger (1889–1976), die plaatsvonden in Le Thor in Frankrijk en gingen over G.W.F.  Hegel en Heraclitus. De invloed van Heidegger ademt door het hele oeuvre van Agamben. In een aantal boeken is deze invloed heel duidelijk te herkennen, zo is Stanza (1977) in memoriam aan Heidegger opgedragen, beschrijft Idea della prosa (1985) de opgedane inzichten en ervaringen tijdens de seminars, en is L'ombre de l'amour: le concept de l'amour chez Heidegger (2003) een uitwerking van een (verborgen) aspect in de filosofie van Heidegger.
Agamben deed langdurig onderzoek naar de Duits-Joodse Walter Benjamin (1892–1940) en verzorgde voor Einaudi Publishers de Italiaanse editie van diens complete werk (1978). Agambens werk is gedeeltelijk een voortzetting of uitwerking van suggesties van Benjamin. Zo is Homo sacer een uitwerking van Benjamins suggestie uit Een kritische beschouwing van het geweld (1921), namelijk dat het ‘de moeite waard zou kunnen zijn om de oorsprong van het dogma van de sacraliteit van het leven na te trekken.’ (HS 76) In État d’Exception staat de stelling centraal dat ‘de uitzonderingstoestand regel is geworden’, afkomstig uit de essaybundel Maar een storm waait uit het paradijs: filosofische essays over taal en geschiedenis.
Met de keuze van deze leermeesters, een Joodse uitgestotene en een nationaalsocialistische rector, zit er gelijk een spanning in het werk van Agamben. Des te meer omdat een belangrijke filosofische casus een interpretatie van de gebeurtenissen van Auschwitz betreft. De vraag rijst of een Heideggeriaanse filosoof zonder controverses over de kampen kan schrijven. Mesnard uitte zijn kritiek op Agambens politieke filosofie in zijn boek Giorgio Agamben à l'épreuve d'Auschwitz (2001). Dit boek is een antwoord op Agambens Quel che resta di Auschwitz: L’ archivio e il testimone (1999).
Andere filosofen die een belangrijke plaats innemen in Agambens oeuvre zijn: Carl Schmitt, Michel Foucault, Hannah Arendt, Aristoteles, Hegel.

## Thema's
Agamben zoekt in zijn filosofie naar een oplossing voor het – sinds Plato – radicale onderscheid tussen filosofie en poëzie, essentie en existentie. Veel van zijn thema's zijn hieraan verwant: taal, denken, proza, poëtica, fantasme, beeld, herinnering en getuigenis. Vooral taal speelt een belangrijke rol bij Agamben. Eigenlijk ontwikkelt zijn hele filosofie zich vanuit zijn taalfilosofie.

### Taal en metafysica
Agambens taalfilosofie beheerst een groot deel van zijn werk en komt ook terug in Homo sacer. Verwijzingen naar de problematiek van taal en spreken duiken in al zijn boeken op, maar vinden hun hoogtepunt in de jaren ’70 en ’80. In 1974 vestigt Agamben zich in Parijs als docent linguïstiek en middeleeuwse cultuur aan de universiteit van Haute-Bretagne. Daarna verschijnen in hoog tempo Infanzia e storia, Distruzione dell'esperienza e origine della storia (1978), Stanze, la parola e il fantasma nella cultura occidentale (1979), Il linguaggio e la morte, Un seminario sul luogo della negatività (1982) La fine del pensiero (1982), Idea della prosa (1985) en iets later Categorie italiane, studi di poetica (1996).

### Esthetica
Hoewel Agamben tegenwoordig vooral bekendheid geniet als politiek filosoof, schreef hij de eerste 20 jaar voornamelijk over taal en esthetiek. Agambens debuut is L’uomo senza contenuto (Milano, Rizzoli, 1970), ‘De man zonder inhoud.’ Hierin laat hij het licht schijnen op de verschillende kloven die de filosofische esthetiek doordringen: de esthetiek van de vertolking versus die van de waarneming, de kunstenaar versus de lezer, de genie versus de goede smaak. Tegenover de interne breukvlakken van de esthetiek plaatst Agamben geen nieuwe eenheid, maar een radicale vernietiging van het begrip esthetiek om een andere esthetische ervaring van kunst en literatuur voor te bereiden. Afscheid van de esthetiek via de kritische analyse van haar tegenstrijdigheden is noodzakelijk als de kunst weer wil worden wat ze ooit was: de maat van de mens. Zowel de filosofie als de esthetiek hebben in hun zelfbegrip het probleem van de zinnelijke ervaring en de verstandelijke kennis niet opgelost en zijn daarom na het idealisme ingehaald door de natuurwetenschappen, die op hun beurt de maat van de mens zijn geworden.
In Categorie ilatiane: Studi di poetica (Venetië 1996) , onderzoekt Agamben de aard van het medium poëzie en haar verhouding tot theologie en filosofie. In de essaybundel Image et Mémoire: Écrits sur l'image, la danse et le cinéma (1998) ‘Beeld en herinnering: overwegingen over het beeld, de dans en de film’, onderzoekt Agamben de functie van het beeld. Centraal staat videokunstenaar Bill Viola.

### Politiek
Agambens politieke engagement is terug te leiden tot zijn studententijd. In 1965 studeerde hij af op het politieke denken van de filosofe Simone Weil. Agambens juridisch-politieke achtergrond begint steeds dominanter te worden in zijn boeken en zal in de jaren 90 zijn voornaamste thema zijn. Gaandeweg verlegt hij het accent van de taalfilosofie en de kunst steeds meer naar de politieke filosofie en de politieke theologie. Op zich is dit een minder verrassende wending dan het lijkt. Taal is namelijk voor Agamben niet slechts een manier om expressie aan jezelf te geven, maar taal is de representatie van communicatie en ‘community’, de gemeenschap en daarmee de polis en de politiek. Twee klassieke opvattingen van mens-zijn komen hier samen, namelijk de mens als politiek dier, en de mens als een dier dat begiftigd is met taal, zoals ook in het eerdere citaat van Aristoteles. In 1991 verschijnt Agambens eerste specifiek politieke boek: La comunità che viene. Saggi brevi. (Turijn 1991). ‘De komende gemeenschap’. Dit boek is in veel talen vertaald, en onderzoekt het concept gemeenschap. Het is een reactie op boeken van Blanchot en Nancy, respectievelijk The Unavowable Community (New York 1988) en The Inoperative Community (Minneapolis 1991). Met de publicatie van Homo sacer krijgt Agamben grote bekendheid als politiek filosoof.
Tegenwoordig is hij voornamelijk bekend om zijn politiek engagement. In 2002 werd hij genomineerd als speciaal hoogleraar aan de universiteit van New York. Hij trok zich terug uit deze positie uit protest tegen het Amerikaanse politieke beleid, met name de nieuwe ‘veiligheidsmaatregelen’ van de regering Bush: vingerafdrukken en irisscans voor alle passagiers die het territorium van de VS willen betreden. In een open brief in de Franse krant Le Monde verklaart hij zijn boycot van de VS:
‘Ik zou willen suggereren dat tatoeage in Auschwitz zonder twijfel de meest normale en economische wijze leek om gedeporteerde personen op te nemen en te registreren in concentratiekampen. De bio-politieke tatoeage die de Verenigde Staten nu opleggen aan wie hun territorium wil betreden zal de voorloper zijn van wat men later van ons zal vragen te accepteren als de normale identiteitsregistratie van een goede burger in de mechanismen en koppelingen van het staatsapparaat. Daarom moeten we het weigeren.’ (Agamben in Le Monde)
Agamben weigert Amerikaans grondgebied te betreden.

### Theologie
Heidegger en Benjamin zochten beiden een snijpunt met de theologie op. Heidegger begon zijn opleiding als theoloog, de Joodse Benjamin verwerkte in zijn filosofie vele mystieke opvattingen waaronder Messianisme. Ook Agamben zelf refereert vaak aan theologische invalshoeken. In 1964, op 22-jarige leeftijd, vertolkt hij de rol van de apostel Phillipo, in de film Il Vangelo Secondo Matteo (Italië 1964) van Pier Paolo Pasolini. Pasolini maakte voor de film alleen maar gebruik van niet-professionele acteurs, waaronder ook zijn eigen moeder. Uit de samenwerking tussen Pasolini en Agamben ontstond een vriendschap. Morris vermoedt een sterk vormende invloed van Pasolini op Agamben, dit vanwege het feit dat Agamben zijn eerste artikel publiceert in hetzelfde jaar als dat hij met Pasolini samenwerkt, 1964, en dat vanaf het midden van de jaren zestig zijn intellectuele ontwikkeling exponentieel groeit.
Na zijn rol in Pasolini’s evangelie volgens Matteus, blijft een theologische invalshoek met vaste regelmaat terugkomen in het werk van Agamben. Agamben bespreekt echter op een totaal seculiere manier het theologische. Hij schreef een boek over de wetsopvatting van Paulus, Il tempo che resta: Un comento alla Lettera ai Romani (Turijn 2000) Verder schreef Agamben twee boeken over het profane, Profanaties (2005, NL vert. 2015) en over het sacrale, Homo sacer (1995, NL vert. 2002).

### Potentialiteit
Het hoofdthema in Agambens werk is misschien wel de potentialiteit. Op een radicale manier herleest hij Aristoteles' uiteenzetting van het begrip dunamis in boek IX van de Metafysica, Theta. Potentialiteit is voor Agamben een soort doen door niet te doen. Hier is ook de invloed van Franz Kafka goed te merken.

## Stijl
Agambens stijl is zowel aantrekkelijk als ontoegankelijk. Hij is een radicaal filosoof die zich niet laat weerhouden door intellectuele hekjes van rechts of links. Agamben confronteert de maatschappelijke consensus graag met het tegendeel ervan: Auschwitz is geen uitzondering, de democratie verschilt in wezen niet veel van haar tegenpolen: het communisme en het fascisme. Zijn manier van filosoferen ligt in de lijn van Nietzsche in die zin dat vanuit een onderzoek naar de wortels van de westerse cultuur, haar ‘heilige koeien’ genadeloos aan de kaak worden gesteld. Zo beschrijft hij de huidige democratie als in verval, en verschuivend richting een ‘postdemocratische spektakelmaatschappij.’ (HS 16) ‘Agamben fileert de democratie’, volgens René Ten Bos in zijn recensie van Homo sacer: ‘een boek dat choquerend genoeg is om hele wereldbeelden op hun kop te zetten’.